# Белл, Джеффри
Джеффри Л. Белл (англ. Geoffrey L. Bell; 8 ноября 1939 — 1 января 2025) — британский экономист, банкир, Исполнительный Секретарь основанной в Вашингтоне Группы тридцати, консультационного органа влиятельных и богатейших банкиров из крупнейших частных и центральных банков многих стран мира.

## Биография
Джеффри Белл родился в Гримсби, Линкольншир, Великобритания, получил образование в Лондонской школе экономики (LSE), работал в казначействе Её Величества, позднее вернулся в LSE с лекцией на тему денежно-кредитной экономики в 1964 году.
В период с 1966 по 1969 год он работал в качестве экономического советника британского посольства в Вашингтоне, а затем присоединился к банку Schroders, как помощник председателя банка Гордона Ричардсона, который затем стал председателем Банка Англии. Он был председателем банка Guinness Mahon Holdings в 1987—1993 годах.
В 1978 году он основал влиятельную консультативную группу G30 после приглашения от представителей Фонда Рокфеллера и по сей день является исполнительным секретарём группы.
В 1982 году он сформировал свою собственную консалтинговую компанию «Джеффри Белл и компания», которая консультирует центральные банки и правительства по вопросам финансового управления. К его клиентам относят Центральный банк Венесуэлы, в котором он был финансовым консультантом на протяжении двадцати пяти лет.
Джеффри Белл скончался 1 января 2025 года в возрасте 85 лет.

## Издания
- The Euro-Dollar Market and the International Financial System, MacMillan, 1973, ISBN 0-470-06405-6 (англ.)